# ترانووا دا سیباری
ترانووا دا سیباری (به ایتالیایی: Terranova da Sibari) یک کومونه در ایتالیا است که در استان کزنتزا واقع شده‌است. ترانووا دا سیباری ۴۳٫۰۶ کیلومتر مربع مساحت و ۵٬۱۸۰ نفر جمعیت دارد و ۳۱۳ متر بالاتر از سطح دریا واقع شده‌است.

## خواهرخوانده
شهرهای رومان (رومانی) و آویاندا خواهرخوانده‌های ترانووا دا سیباری هستند.